# Stegastes rectifraenum
Stegastes rectifraenum е вид лъчеперка от семейство Pomacentridae.

## Разпространение
Видът е разпространен в Мексико.